# Riskante Konzepte
Riskante Konzepte (orig. Okamgnienie) ist ein Essay-Sammelband von Stanisław Lem. Die Originalfassung erschien 2000, die deutsche Übersetzung von Andreas Lawaty 2001. Lem rekurriert auf die 1957 und 1964 erschienenen Werke Dialoge und Summa technologiae, um sie „...mit der Wirklichkeit an der Schwelle zum 21. Jahrhundert und den sich abzeichnenden neuen Feldern des menschlichen Handelns und Erkennens zu konfrontieren.“ Lose aufeinander aufbauend, behandeln die einzelnen Kapitel die Themen Biotechnologie und Biophysik, die Suche nach außerirdischer Intelligenz bzw. Anzeichen außerirdischen Lebens, Zukunft der Raumfahrt sowie der Robotik, Fragen des Bewusstseins und der künstlichen Intelligenz. Der Band schließt mit pessimistischen Aussichten in Bezug auf die Klimakatastrophe sowie einer vorwiegend hedonistisch genutzten (Medien-)Technologie im 21. Jahrhundert ab.

## Inhalt
Lem leitet seine Essaysammlung mit dem Verweis auf eine Arbeit des deutschen Bundesministeriums für Forschung und Technologie ein, in der kommende Felder der Technologieentwicklung benannt wurden: neben Themen wie Nanotechnologie, Photonik oder Fullerenen tauchen weder WWW/Internet noch Biotechnologie auf, was Lem als ein Indiz für die Schwierigkeit technologischer Prognosen betrachtet. Dann schlägt er den Bogen zu seinen früheren Werken, um ihre Prüfung an der seitdem stattgefundenen Entwicklung anzukündigen.  Dieses Versprechen löst er – im Unterschied zu seinem Vorgehen im 1992 erschienenen  Werk Die Vergangenheit der Zukunft – nur teilweise ein: sowohl Dialoge als auch Summa technologiae werden gelegentlich erwähnt, ein tatsächlicher Abgleich von Prognosen und der technologischen Entwicklung zum Ende des 20. Jahrhunderts findet allenfalls vereinzelt statt.
Die ersten vier Kapitel beleuchten vor allem das Feld der Biotechnologie: Lem geht davon aus, dass die aktuellen Erfolgsmeldungen (Entschlüsselung des menschlichen Genoms, erstes erfolgreiche Klonen des Schafs Dolly) Erwartungen wecken, die vorerst nicht eingelöst werden können. Einzelne Fortschritte in Gen- und Biotechnologie würden mehr Wissenslücken aufdecken als schließen, die Überlegungen der Dialoge zur Unsterblichkeit seien nach wie vor weit von der Realität entfernt. Zur Schwierigkeit der wissenschaftlichen Aufgaben komme noch das wachsende Problem übertriebener und sensationsorientierter Berichterstattung bis hin zur konkreten Fälschung wissenschaftlicher Studien.
Drei Kapitel beschäftigen sich mit der Suche nach außerirdischer Intelligenz bzw. Leben, wobei Lem auf die Thesen aus Das Katastrophenprinzip zurückgreift und die Unwahrscheinlichkeit der Entstehung von Leben darstellt. Zum Schluss zieht er die Drake-Gleichung heran, die mittels bayesscher Analysen zwar intensiv untersucht wurde, dabei aber kein Erkenntnisgewinn möglich sei: „Außer einer Null an Information wird man aus einer Null an Informationen nicht herausholen können.“
Weitere drei Kapitel gehen fließend von der Frage nach der Eignung des Menschen, den Kosmos bereisen zu können, über zu Fragen der robotergestützten Erforschung anderer Planeten, der Autonomie der so eingesetzten Roboter sowie der Frage, ob intelligentes oder gar bewusstes Handeln von Robotern bzw. Elektronengehirnen zu erwarten sei. Lem geht davon aus, dass für zahlreiche Einsatzfelder der Robotik keine Intelligenz oder gar Bewusstsein und zielgerichtetes Handeln im menschlichen Sinn notwendig seien, sondern eine umfassende Programmierung zur Bearbeitung der verschiedenen Aufgaben vollkommen ausreiche. In einem späteren Kapitel vermutet er, dass sich die reine Simulation eines Bewusstseins als „...dem Bewusstsein bis zum Verwechseln ähnlich erweisen kann“.
Die vier folgenden Kapitel behandeln die Themenfelder Intelligenz und Bewusstsein, eingangs bezieht sich Lem dabei auf Roger Penroses These, dass Bewusstsein möglicherweise auf Quantenprozessen basiere. Lem umreißt im Folgenden aber vor allem die evolutionäre Herausbildung von Gehirn und Denkprozessen, um mit dem Hinweis zu enden, dass Intelligenz nicht das evolutionär bedeutsamste Selektionskriterium sein müsse, schließlich haben Bakterien als einzige die verschiedenen kataklysmischen Veränderungen der Erdgeschichte überstanden.
Die letzten sieben Kapitel rekurrieren nochmals auf einzelne Aspekte der vorausgegangenen Essays: die evolutionäre Entwicklung des Genoms mit Verweis auf Freeman Dyson oder die Verortung von Bewusstseinsprozessen entlang der Thesen Roger Penroses. Zum Ende hin wird Lems Stil zunehmend polemischer, Marshall McLuhans globales Dorf als eine „globale Mördergrube“ bezeichnet oder Frances Fukuyama als „amerikanisierter Japaner von besonderer Sturheit“ verspottet. Das letzte Essay des Buchs beinhaltet eine überspitzt-groteske Aussicht auf eine Menschheit, die in absurdem hedonistischen Eskapismus versinkt und den Krebs nach wie vor nicht besiegen kann, um schlussendlich vollkommen „phantomatisiert“ zu enden.

## Ausgaben
Erstausgabe: Riskante Konzepte. Essays. Insel Verlag Frankfurt am Main, 2001. ISBN 3-458-17085-5